# Microporella waghotensis
Microporella waghotensis är en mossdjursart som beskrevs av Ratna Guha och Gopikrishna 2007. Microporella waghotensis ingår i släktet Microporella och familjen Microporellidae. Inga underarter finns listade i Catalogue of Life.